# Élections législatives japonaises de 2005

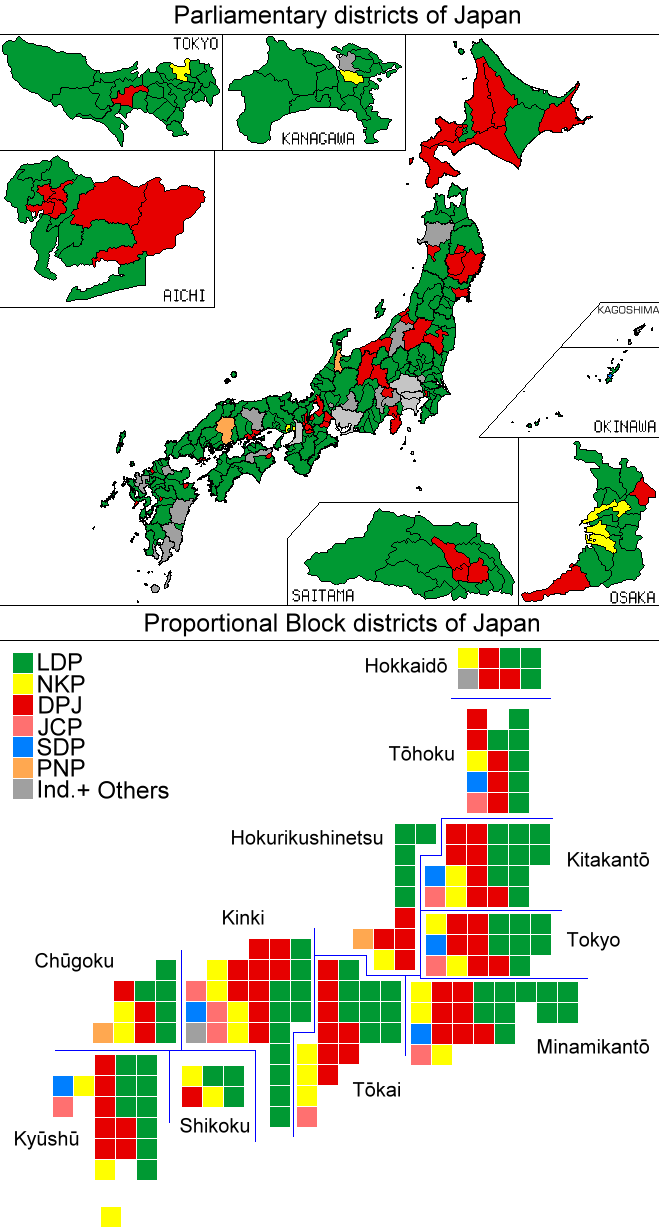
Carte des circonscriptions remportées par parti :
■ - PLD
■ - PDJ
■ - Kōmeitō
■ - NPP
■ - PSD
■ - Indépendants

Les 44e élections de la Chambre des représentants du Japon (第44回衆議院議員総選挙, Dai-yonjūyon-kai Shūgi'in-gi'in sōsenkyo), la chambre basse et la plus importante des deux chambres formant la Diète, s'est tenue le 11 septembre 2005, deux ans avant la fin normalement prévue de la législature qui a débuté à la suite des élections de 2003.
Le 8 août 2005, l'empereur Akihito dissout la Chambre des représentants, sur proposition du premier ministre d'alors, Jun'ichirō Koizumi. Ce dernier a ainsi décidé de convoquer des élections anticipées à la suite du rejet de son projet de loi de privatisation de la poste japonaise par la chambre haute de la Diète, la Chambre des conseillers (qui ne peut être dissoute). Projet phare du gouvernement et de Koizumi, cette privatisation fut contestée dans son propre parti, le Parti libéral démocrate (PLD), entraînant de vives contestations de poids lourds de la formation et la création de partis dissidents.
Ces élections furent considérées, vu la victoire imposante du PLD, qui retrouve à lui seul la majorité absolue pour la première fois depuis 1990 (et à 24 sièges du seuil des 2/3 de la Chambre qui lui permettrait de passer en force tous les projets de loi rejetés par la Chambre des conseillers, seuil atteint largement grâce à l'apport des 34 élus de l'allié traditionnel du PLD au sein de la majorité, le Kōmeitō), comme un succès personnel pour Koizumi. Non seulement les électeurs lui donnent la majorité et le soutien qu'il cherchait pour mener à terme sa réforme de la poste, mais en plus ce scrutin démontre qu'il est l'un des premiers chefs du gouvernement japonais à s'être libéré du jeu des factions internes du PLD qui jusqu'ici faisaient et défaisaient les gouvernements. En effet, la défection de ses opposants au sein du parti, pour la plupart des parlementaires de longue date, fut l'occasion pour lui de renouveler et de moderniser les cadres dirigeants de la formation en s'appuyant sur deux piliers : des nouvelles têtes et l'augmentation des femmes à la chambre.

## Campagne et partis en présence

### Majorité:PLDetKōmeitō

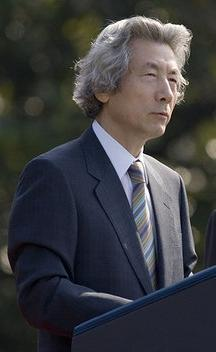
Jun'ichirō Koizumi, Premier ministre du Japon et président du PLD

Jun'ichirō Koizumi, en tant que président du parti et « père » de la réforme de la poste, s'investit personnellement dans la campagne. Il est principalement secondé par les membres de la direction du PLD : Tsutomu Takebe (secrétaire général), Fumio Kyūma (président du Conseil général), Kaoru Yosano (président du Conseil de recherche politique), Hidenao Nakagawa (président du Comité des Affaires à la Diète) et Toshihiro Nikai (directeur général de la division des élections).
Le slogan du parti au cours de la campagne est alors : « N'arrêtez pas les réformes ! » (改革を止とめるな。, Kaikaku otomeruna !).
Les dissidences des opposants à la privatisation de la poste donne l'occasion à Koizumi de faire arriver sur la scène politique un certain nombre de nouveaux venus, pour la plupart assez jeunes, n'ayant pratiquement jamais occupé de fonctions électives, avec une grosse part de femmes et tous entièrement soumis au Premier ministre. Parachutés dans des circonscriptions clés afin soit de défaire les représentants ex-PLD qui ont mené la fronde contre Koizumi, ou encore quelques figures du PDJ ou enfin pour améliorer la présence du parti majoritaire dans les régions urbaines (jusqu'à présent le PLD faisait l'essentiel de sa réussite dans les zones rurales). Ils sont appelés par les médias les « Assassins » (刺客, Shikyaku).
Parmi ces « assassins », le rôle des femmes, également appelées les « Femmes ninjas » (くノ一, Kunoichi), est particulièrement important, Koizumi faisant de la féminisation du PLD et de la Diète l'un des piliers de la modernisation de la vie politique japonaise.
Même s'il s'agit souvent de leur entrée réelle en politique, beaucoup d'entre eux sont déjà connus du grand public en provenant notamment de la télévision, du cinéma ou pour leur réussite personnelle particulièrement importante. Ainsi, l'ancienne présentatrice vedette du World Business Satellite (programme d'information nationale) dans les années 1980 sur TV Tokyo Yuriko Koike est une des principales représentantes des Kunoichi (bien qu'elle ne soit pas alors une nouvelle en politique, puisqu'elle est déjà député depuis 1993 ainsi que ministre de l'Environnement de Koizumi, elle est parachutée lors de ce scrutin, et alors qu'elle avait été précédemment élue dans sa préfecture natale de Hyōgo, dans le 10e district de Tokyo circonscription qu'elle remporte contre le sortant qui est un des chefs de file du camp opposé à la privatisation, Kōki Kobayashi).
Ces « Assassins » font partie des artisans de la victoire du PLD. Ils ont contribué à un rajeunissement et à une féminisation certaine du parlement japonais. Ainsi, sur les 296 élus obtenus alors par le PLD, 83 entrent pour la première fois à la Chambre des représentants (ce ne sont pas tous des « Assassins », certains d'entre eux étant des héritiers politiques de représentants ayant pris leur retraite avant les élections), dont 36 furent élus dans des circonscriptions locales (dont beaucoup de circonscriptions urbaines), 33 furent défaits au vote uninominal mais élus sur une liste du parti à la proportionnelle, et 14 qui ont obtenu leur siège en étant uniquement présent sur une liste (à la suite des élections de 2003, ils n'y avaient eu, en comparaison, que 27 nouveaux élus sous les couleurs du PLD). Ces nouveaux députés ont alors été baptisés les « Enfants de Koizumi » (小泉 チルドレン, Koizumi chirudoren), ou encore l'« Association des 83 » (83会, 83 Kai).
On compte, parmi ces « 83 », 16 femmes. À cela il faut ajouter les 8 représentantes sortantes réélues et 2 anciennes députées battues lors de précédents scrutins et qui retrouvent alors un siège à la chambre. Le nombre de femmes au sein du groupe PLD passe ainsi de 9 à 26. Sur les 480 membres de la Chambre des représentants, la représentation féminine passe de 34 à 43 députées, soit un record depuis les élections de 1946 (qui avaient vu entrer alors à la chambre 39 femmes), tout en ne réduisant pas de manière consistante le retard du Japon dans ce domaine.
Le phénomène est particulièrement marqué dans le cas du Parti libéral démocrate (PLD) mais se retrouve aussi, à un degré moindre, au Parti démocrate (PDJ). 
La moitié des élus du PLD lors de ce scrutin appartiennent à des dynasties politiques.
La campagne du Kōmeitō est totalement associée à celle du PLD et aux accords électoraux signés entre les deux partis, avec pour slogan « En avant le Japon. En avant les réformes » (日本を前へ。改革を前へ。, Nihon o mae e. Kaikaku o mae e). Grâce à cela, il conserve 8 des 9 circonscriptions qu'il détenait (il n'en perd qu'une, le 1er district de la préfecture d'Okinawa, au profit d'un indépendant soutenu par le PDJ) et 23 sur les 25 sièges à la proportionnelle qu'il possédait (il en perd 1 dans la région du nord Kantō au profit du parti social-démocrate, et 1 autre dans celle de Kinki au profit du Nouveau Parti nippon). Il réalise toujours l'essentiel de ses résultats électoraux à Osaka avec 4 circonscriptions territoriales correspondant au territoire de la ville.

### L'opposition non communiste: lePDJet lePSD

#### PDJ

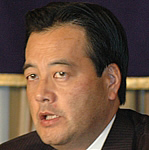
Katsuya Okada, chef du Parti démocrate du Japon

C'est Katsuya Okada, président du parti et chef de l'opposition, qui mène la campagne du Parti démocrate du Japon. Il est principalement secondé par les membres de la direction du PDJ : Hirohisa Fujii (président délégué), Hajime Ishii, Tomiko Okazaki, Ichirō Ozawa, Hiroshi Nakai et Takashi Yonezawa (vice-présidents), Tatsuo Kawabata (secrétaire général), Yoshito Sengoku (président du Conseil de recherche politique), Yoshio Hachiro (président du Comité des Affaires à la Diète) et Tsutomu Hata (premier conseiller).
Le slogan du parti au cours de la campagne est alors : « N'abandonnons pas le Japon ! » (日本を、あきらめない。, Nihon o, akiramenai !). Il propose également de réaliser l'essentiel de ses objectifs en seulement 500 jours.

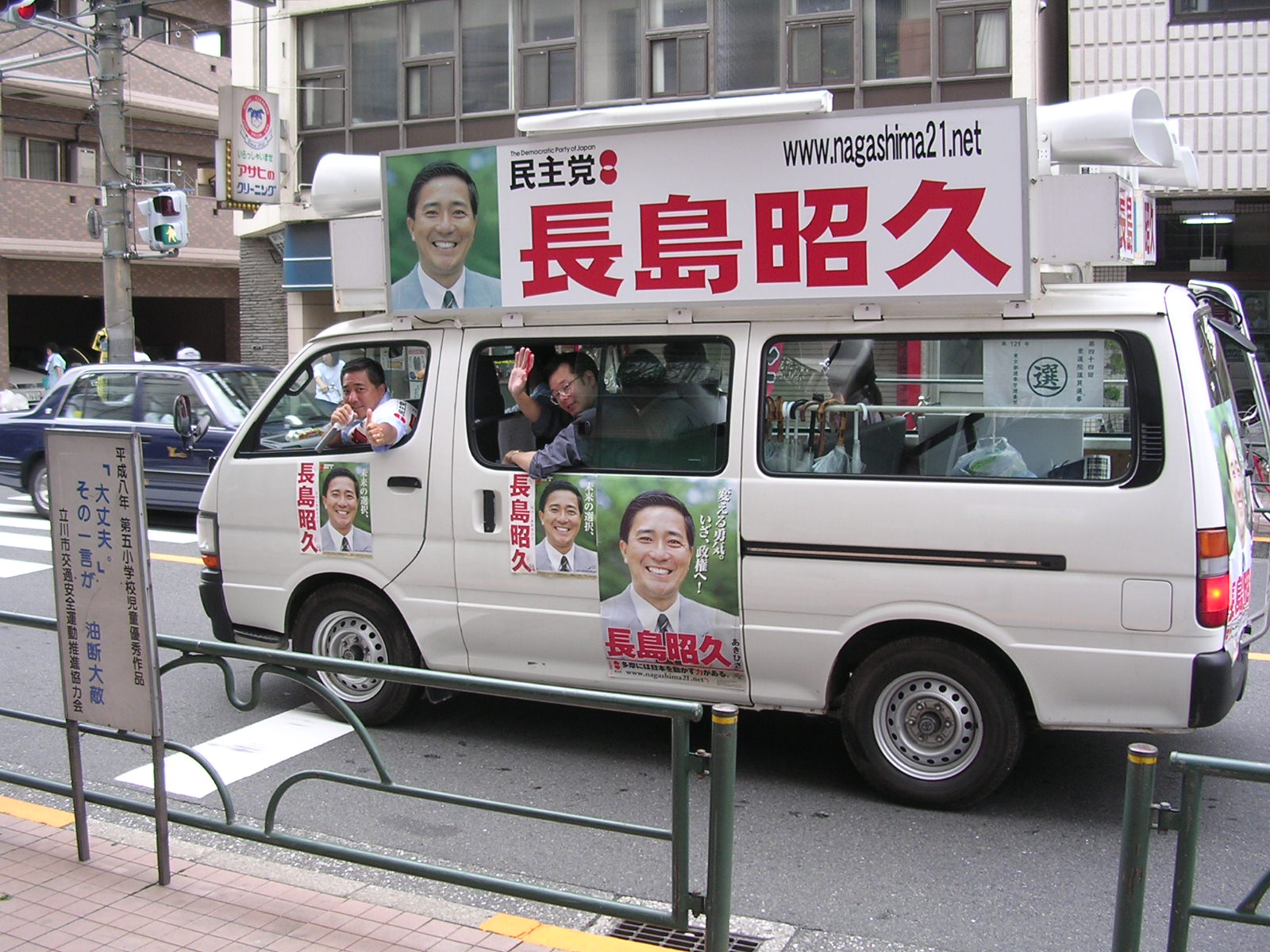
Bus de campagne d'Akihisa Nagashima, député PDJ sortant du de Tokyo, à Tachikawa

Il propose un programme en 8 points :
- Finances et Réforme de l'État : Profondes coupes budgétaires, prévoyant de réduire les dépenses de l'État de 10 000 milliards de yens en 3 ans, avec notamment la réduction du nombre de Représentants à la Diète du Japon de 80, la suppression du système de retraites séparés des parlementaires, la diminution des coûts de personnel des fonctionnaires du gouvernement central de 20 % et la réduction du poids des entreprises publiques en passant par des privatisations (le PDJ soutient alors la privatisation de la poste). Le PDJ promet également de ne pas augmenter les impôts tant que le « gaspillage » n'aura pas été résorbé.
- Santé, travail et sécurité : Amélioration des conditions de vie passant tout d'abord par une réforme de la sécurité sociale japonaise et du système de santé, en supprimant l'Agence d'assurance sociale pour la remplacer par un système de retraite unifié, avec un minimum garanti de 70 000 yens par mois financé par une taxe sur la consommation, à quoi s'ajoute toute une série de mesures d'aides aux personnes âgées (réforme des soins médicaux aux plus âgés, création d'un système d'assurance aux soins à domicile...) et des malades (création d'un centre d'information sur le cancer, garanti des revenus des personnes handicapées...). Le programme prévoit également de réformer le droit du travail pour que travailleurs à temps plein et à temps partiels soient traités de la même manière, et pour lutter contre la discrimination à l'embauche. Le PDJ prévoit également de renforcer la sécurité, en augmentant le nombre d'officiers de police de 30 000 et en mettant l'accent sur l'assistance aux victimes.
- Éducation, enfance et formation : le PDJ prévoit de créer une pension mensuelle à l'enfance de 16 000 yens, tout en promettant de réduire de 10 % les dépenses de santé durant le temps de la scolarité obligatoire ou d'augmenter les allocations familiales à l'enfance de 200 000 yens. La réforme de l'éducation proposée passe par un transfert de l'administration scolaire aux municipalités et aux établissement eux-mêmes auxquels il serait donné plus d'autonomie, par l'augmentation du nombre des enseignants, par la promotion des cours de soutiens hors des heures obligatoires et en augmentant l'âge de sortie de la scolarité obligatoire. Il prévoit également d'unifier les jardins d'enfants et les écoles maternelles, et d'augmenter leur nombre pour permettre aux jeunes parents de pouvoir continuer à remplir une activité professionnelle. Le PDJ appelle à la création d'un ministère de l'Enfance et de la Famille. La formation quant-à-elle doit permettre de lutter contre le chômage.
- Décentralisation : basée sur le principe de subsidiarité, elle passe par la transformation de 18 des 20 000 milliards de yens de subventions allouées jusqu'ici par l'État aux collectivités en revenus directs pour ces dernières dont 5 500 milliards d'impôts et de taxes et 12 500 milliards de sommes forfaitaires (gérées comme elles l'entendent par les administrations locales, contrairement aux précédentes subventions). Le plan de décentralisation du PDJ prévoit également le transfert de nouvelles compétences, et des revenus fiscaux correspondants, aux principales municipalités de plus de 300 000 habitants.
- Défense et affaires étrangères : le PDJ promet de retirer d'ici décembre 2005 les troupes des Forces japonaises d'autodéfense engagées dans des missions de reconstruction en Irak. Il veut donner également un réel poids politique au Japon sur la scène internationale passant par : l'obtention d'un siège de membre permanent au Conseil de sécurité des Nations unies et donner au Japon les moyens de remplir un rôle de modèle de démocratie et de défense des droits de l'homme dans la région Asie-Pacifique et dans le monde (par la participation du pays à la Cour pénale internationale, aux Forces de coopération de maintien de la paix et la promotion de l'Architecture de document ouverte ODA). Le PDJ veut également renforcer la coopération régionale, tant sur le plan commercial que politique, en appelant à la création d'une « Communauté est-asiatique ». Il souhaite relancer les négociations avec la Corée du Nord.
- Agriculture et alimentation : remplacement du système de subvention agricole par un système de paiement direct, la promotion de la « revitalisation en milieu rural », la création de « forêts sous-marines d'algues » pour servir de zones de frai artificielles pour les poissons et crustacés et lutter ainsi contre la pénurie de la pêche, l'uniformisation de l'administration de la sécurité alimentaire et l'élaboration de « digues vertes » en replantant 10 millions d'hectares de forêts en 10 ans.
- Économie : programme libéral, passant par la lutte contre la bureaucratie, la promotion de la transparence et par la diminution du secteur public. Il soutient ainsi la privatisation de la poste, et prévoit également celle des compagnies nationales d'autoroute. Le PDJ veut également investir massivement dans la recherche et les nouvelles technologies.
- Réforme de la poste : le PDJ va alors plus loin que le PLD, puisqu'il prévoit de réduire la barre de sauvetage des acomptes personnels à la poste à 5 millions de yens plutôt que 10 millions[11].

Mais le PDJ ne réussit pas réellement à se démarquer du PLD sur les principaux thèmes de la campagne, et essentiellement celui de la privatisation de la poste, tout en n'arrivant pas à mettre l'accent sur les points de désaccord qui auraient pu faire son avantage. Ainsi, le PDJ fait totalement les frais de la « vague pro-Koizumi » qui marquent ces élections puisqu'il recule pour la première fois depuis sa création en 1998, en perdant 53 circonscriptions (sur 105 sortants) et 11 sièges à la proportionnelle (sur 72 sortants), retombant à 113 représentants sur 480, soit son plus faible score depuis les élections de 2000. Le recul du PDJ est particulièrement sensible dans les zones urbaines qui jusqu'alors constituaient sa principale base électorale et que Koizumi a réussi à faire basculer lors de ce scrutin : 
- les démocrates perdent ainsi 13 sièges sur 20 à Tokyo, et n'y conserve qu'une seule circonscription sur les 25 que comportent la préfecture, alors qu'il en contrôlait 12 avant le scrutin, et 6 sur les 17 élus à la proportionnelle, contre 8 auparavant.
- Sur la région de Kinki, qui correspond surtout à la conurbation Osaka-Kobe-Kyoto, le PDJ disposait avant l'élection de 31 sièges sur 77 (18 sur 48 circonscriptions territoriales, dont 9 des 19 d'Ōsaka et 3 sur 6 à Kyōto, et 13 sur 29 à la proportionnelle), il n'en compte plus désormais que 17 (8 circonscriptions, et notamment plus que 2 à Ōsaka et 9 à la proportionnelle).
- De même dans la région du sud Kantō, soit essentiellement la conurbation Chiba-Kawasaki-Yokohama dans l'agglomération du Grand Tokyo, le PLD passe de 26 représentants sur 56 (soit 17 circonscriptions sur 34, dont 8 sur 19 dans la préfecture de Kanagawa qui comporte les villes de Kawasaki et Yokohama et 8 sur 13 dans la préfecture de Chiba, et 9 élus à la proportionnelle) à seulement 9 (soit plus que 2 circonscriptions, et donc plus qu'une à Chiba et aucune à Kanagawa, et 7 à la proportionnelle).

#### PSD

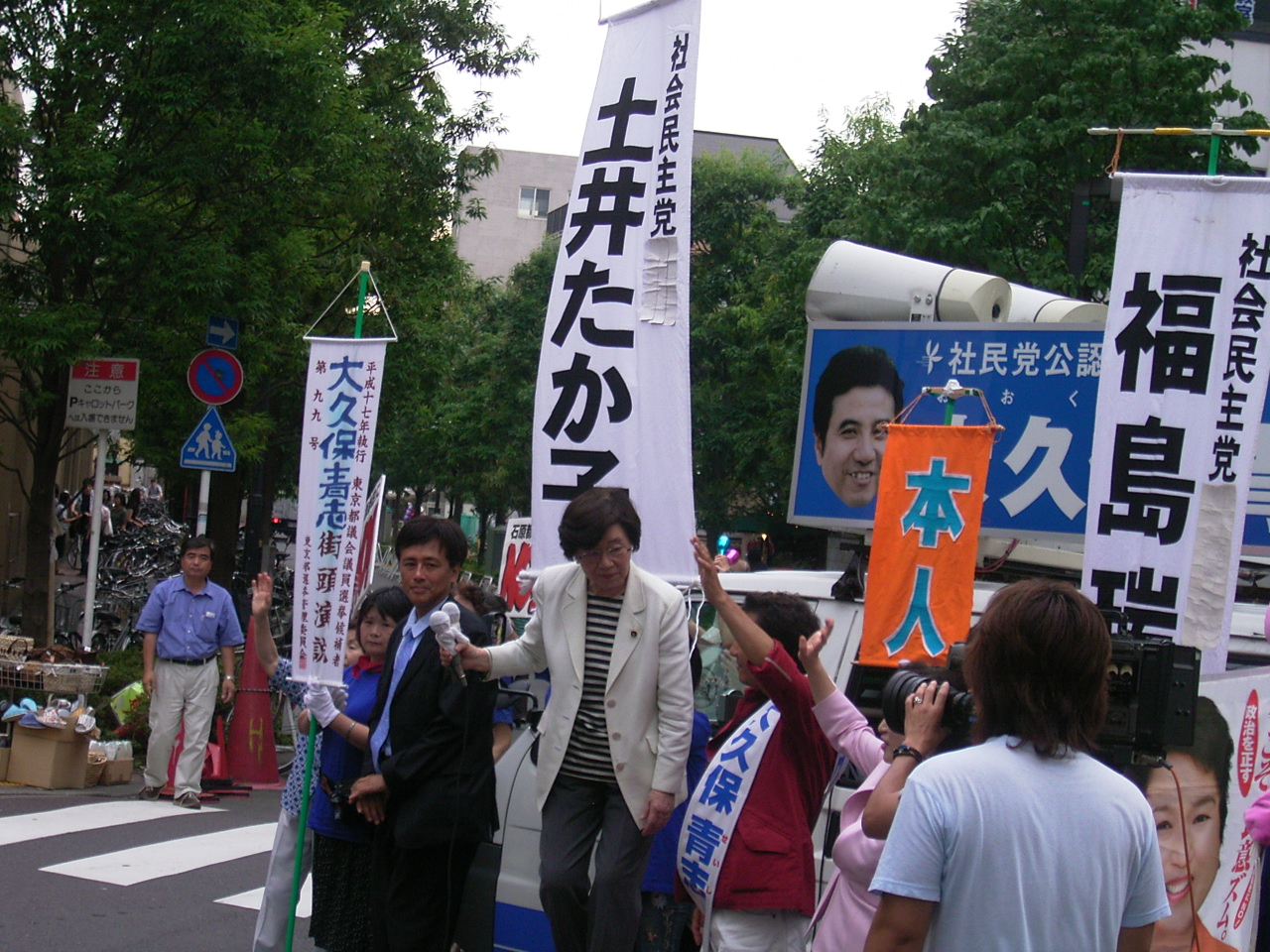
Takako Doi, ancienne présidente du PSD, mène campagne à Tokyo

Le PSD, emmené par sa présidente Mizuho Fukushima, continue quant à lui sa stratégie de coopération avec le PDJ, en passant avec lui des accords dans certaines circonscriptions, sans tomber totalement dans le même type d'alliance que celle qui lie le Kōmeitō au PLD. Devenu un petit parti, le PSD n'a ainsi présenté que 45 candidats :
- 36 à la fois dans des districts électoraux et sur des listes à la proportionnelle,
- 7 uniquement à la proportionnelle,
- 2 uniquement dans des circonscriptions territoriales.

Sur ces 38 candidats présentés localement, sept étaient soutenus par le PDJ et n'avaient donc pas d'adversaires issus de ce parti (et parmi eux le seul élu du PSD au scrutin uninominal, dans le 2e district d'Okinawa).
Dans son programme, le PSD rejoint le PDJ sur la politique étrangère (notamment sur le retrait des troupes d'Irak), l'augmentation des allocations familiales et la création d'un fonds pour l'enfance, mais diverge sur les questions financières et économiques puisque le PSD souhaite augmenter l'impôt sur le revenu et conserver la poste dans le secteur public. Son slogan est « Pas de réforme sans regarder vers le peuple » (国民を見ずして、改革なし。, Kokumin o mizushite, Kaikaku nashi).
Ce mouvement améliore légèrement sa représentation parlementaire, puisqu'il remporte en tout sept sièges (six à la proportionnelle, et un au scrutin majoritaire), soit un de plus qu'en 2003 et deux supplémentaires par rapport à la chambre sortante.

## Résultats
| Coalition et partis                                                      | Coalition et partis                                                      | Élections par circonscriptions | Élections par circonscriptions | Élections par circonscriptions | Élections par circonscriptions | Élections par circonscriptions | Élections proportionnelles | Élections proportionnelles | Élections proportionnelles | Élections proportionnelles | Élections proportionnelles | Total des sièges | +/-            | +/-                    |
| ------------------------------------------------------------------------ | ------------------------------------------------------------------------ | ------------------------------ | ------------------------------ | ------------------------------ | ------------------------------ | ------------------------------ | -------------------------- | -------------------------- | -------------------------- | -------------------------- | -------------------------- | ---------------- | -------------- | ---------------------- |
| Coalition et partis                                                      | Coalition et partis                                                      | Voix                           | %                              | +/-                            | Sièges                         | +/-                            | Voix                       | %                          | +/-                        | Sièges                     | +/-                        | Total des sièges | Rapport à 2003 | Rapport à Ch. sortante |
|                                                                          | Parti libéral-démocrate (PLD) 自由民主党 Jiyū Minshutō                   | 32 518 389                     | 47,77 %                        | +3,92                          | 219                            | +51                            | 25 887 798                 | 38,18 %                    | +3,22                      | 77                         | +8                         | 296              | +59            | +84                    |
|                                                                          | Kōmeitō (NPK) 公明党 Kōmeitō                                             | 981 105                        | 1,44 %                         | -0,05                          | 8                              | -1                             | 8 987 602                  | 13,25 %                    | -1,53                      | 23                         | -2                         | 31               | -3             | -3                     |
|                                                                          | Majorité de centre-droit                                                 | 33 499 494                     | 49,22 %                        | +2,55                          | 227                            | +46                            | 34 875 400                 | 51,43 %                    | +1,69                      | 100                        | +6                         | 327              | +52            | +81                    |
|                                                                          |                                                                          |                                |                                |                                |                                |                                |                            |                            |                            |                            |                            |                  |                |                        |
|                                                                          | Parti démocrate du Japon (PDJ) 民主党 Minshutō                           | 24 804 786                     | 36,44 %                        | -0,22                          | 52                             | -53                            | 21 036 425                 | 31,02 %                    | -6,37                      | 61                         | -11                        | 113              | -64            | -64                    |
|                                                                          | Parti social-démocrate (PSD) 社会民主党 Shakai Minshutō                  | 996 007                        | 1,46 %                         | -1,41                          | 1                              | 0                              | 3 719 522                  | 5,49 %                     | +0,37                      | 6                          | +1                         | 7                | +1             | +2                     |
|                                                                          | Opposition de centre-gauche                                              | 25 800 794                     | 37,91 %                        | -1,62                          | 53                             | -53                            | 24 755 947                 | 36,51 %                    | -6                         | 67                         | -10                        | 120              | -63            | -62                    |
|                                                                          |                                                                          |                                |                                |                                |                                |                                |                            |                            |                            |                            |                            |                  |                |                        |
|                                                                          | Parti communiste japonais (PCJ) 日本共産党 Nihon Kyōsantō                | 4 937 375                      | 7,25 %                         | -0,88                          | 0                              | 0                              | 4 919 817                  | 7,26 %                     | -0,5                       | 9                          | 0                          | 9                | 0              | 0                      |
|                                                                          |                                                                          |                                |                                |                                |                                |                                |                            |                            |                            |                            |                            |                  |                |                        |
|                                                                          | Nouveau Parti du peuple (NPP) 国民新党 Kokumin Shintō                    | 432 679                        | 0,64 %                         | +0,64                          | 2                              | +2                             | 1 183 073                  | 1,74 %                     | +1,74                      | 2                          | +2                         | 4                | +4             | 0                      |
|                                                                          | Nouveau Parti nippon (NPN) 新党日本 Shintō Nippon                        | 137 172                        | 0,2 %                          | +0,2                           | 0                              | 0                              | 1 643 506                  | 2,42 %                     | +2,42                      | 1                          | +1                         | 1                | +1             | -2                     |
|                                                                          | Nouveau parti Daichi (NPD) 新党大地 Shintō Daichi                        | 16 698                         | 0,02 %                         | +0,02                          | 0                              | 0                              | 433 938                    | 0,64 %                     | +0,64                      | 1                          | +1                         | 1                | +1             | +1                     |
|                                                                          | Rebelles du PLD                                                          | 586 549                        | 0,86 %                         | +0,86                          | 2                              | +2                             | 3 260 517                  | 4,81 %                     | +4,81                      | 4                          | +4                         | 6                | +6             | -1                     |
|                                                                          |                                                                          |                                |                                |                                |                                |                                |                            |                            |                            |                            |                            |                  |                |                        |
|                                                                          | Indépendants et autres                                                   | 3 242 078                      | 4,76 %                         | -2,24                          | 18                             | +1                             | -                          | -                          | -                          | -                          | -                          | 18               | +1             | -14                    |
|                                                                          |                                                                          |                                |                                |                                |                                |                                |                            |                            |                            |                            |                            |                  |                |                        |
| Total (participation vote majoritaire 67,51 %) (proportionnelle 67,46 %) | Total (participation vote majoritaire 67,51 %) (proportionnelle 67,46 %) | 68 066 291                     | 100,0                          |                                | 300                            |                                | 67 811 069                 | 100,0                      |                            | 180                        |                            | 480              |                | +4 (Vacances)          |